# Betali
Betali (nep. बेताली) – gaun wikas samiti w środkowej części Nepalu w strefie Dźanakpur w dystrykcie Ramechhap. Według nepalskiego spisu powszechnego z 2001 roku liczył on 897 gospodarstw domowych i 4469 mieszkańców (2415 kobiet i 2054 mężczyzn).